# 丹尼斯·汉密尔顿
丹尼斯·尤金·汉密尔顿（英語：Dennis Eugene Hamilton，1944年5月8日—），美国NBA联盟前职业篮球运动员。